# Trophonopsis
Trophonopsis is een geslacht van weekdieren uit de klasse van de Gastropoda (slakken).

## Soorten
- Trophonopsis aberrans (Houart, 1991)
- Trophonopsis alboranensis (Smriglio, Mariottini & Bonfitto, 1997)
- Trophonopsis barvicensis (Johnston, 1825)
- Trophonopsis breviata (Jeffreys, 1882)
- Trophonopsis densilamellata Golikov & Gulbin, 1977
- Trophonopsis diazi (Durham, 1942)
- Trophonopsis droueti (Dautzenberg, 1889)
- Trophonopsis kayae Habe, 1981
- Trophonopsis mioplectos (Barnard, 1959)
- Trophonopsis muricata (Montagu, 1803)
- Trophonopsis nana Egorov, 1994
- Trophonopsis orpheus (Gould, 1849)
- Trophonopsis pistillum (Barnard, 1959)
- Trophonopsis polycyma Kuroda, 1953
- Trophonopsis segmentata (Verco, 1909)
- Trophonopsis sparacioi Smriglio, Mariottini & Di Giulio, 2015